# Hypotrichina marsiliensis
Hypotrichina marsiliensis är en plattmaskart. Hypotrichina marsiliensis ingår i släktet Hypotrichina och familjen Cylindrostomidae. Inga underarter finns listade i Catalogue of Life.